# 世界教師デー
- 世界教師の日

世界教師デー（せかいきょうしデー、英: World Teachers' Day、または、International Teachers Day）とは、毎年10月5日に行われる国際デーである。1966年に国際連合教育科学文化機関 (ユネスコ/UNESCO) と国際労働機関 (ILO) により「教員の地位に関する勧告」が採択されたことを記念し、1994年から開催されている。世界教師デーは、「世界中の教育者の立場を認め、評価し、改善する」ことに焦点をあて、教師や教育に関連する問題を検討する機会となることを目的としている。

## 概要
ユネスコと教育インターナショナル (EI) は「世界教師デー」を記念して、生徒や地域社会の発展における、教師の果たす役割への理解を深めるためのキャンペーンを毎年、様々なテーマで行っている。
例えば、2017年には、1997年のユネスコの「高等教育教員の地位に関する勧告」の20周年を記念し、高等教育機関の教師という軽視されがちな分野に焦点を当てるため、"Empowering Teachers"（→教師の地位向上）をテーマにした。翌年の2018年は、1948年の世界人権宣言の70周年を記念し、訓練を受けた、資格を持つ教師なくしては、教育を受ける権利は実現しないということを喚起するために、"The Right to Education Means the Right to a Qualified Teacher"（→教育を受ける権利は、資格を持つ教師を得る権利である）がテーマとされた。
現在、100を超える国々で「世界教師デー」が記念されており、インドでは、毎年9月5日を"National Teachers' Day"とするように、各国で独自に発展している。